# Degeröfjärden
Degeröfjärden är en fjärd i Finland. Den ligger i landskapet Nyland, i den södra delen av landet, 40 km väster om huvudstaden Helsingfors.